# エバレックス
エバレックス（Everex）は、アメリカのパーソナルコンピュータ製造販売企業。1983年創業。本社はカリフォルニア州フリモントにある。
VIA TechnologiesのCPUを搭載しているPCを販売している数少ない企業のうちの1つである。
脚注
1. ↑  Company Overview of NewMarket Technology Inc.. Bloomberg.

| スタブアイコン | サブスタブ | この項目は、まだ閲覧者の調べものの参照としては役立たない、企業に関連した書きかけの項目です。この項目を加筆・訂正などしてくださる協力者を求めています（PJ:経済）。 |